# Strobilanthes argentea
Strobilanthes argentea är en akantusväxtart som beskrevs av Imlay. Strobilanthes argentea ingår i släktet Strobilanthes och familjen akantusväxter. Inga underarter finns listade i Catalogue of Life.